# Bodil Joensen
Bodil Joensen, född den 25 september 1944, död den 3 januari 1985, var en dansk porrskådespelare som blev internationellt känd för att ha haft sex med sina djur, både privat och film.
Hennes två mest kända filmer är Shinkichi Tajiri och Ole Eges Bodil Joensen - en sommerdag juli 1970 (1970) samt Eberhardt och Phyllis Kronhausens Hvorfor gør de det? (1970).